# Photograph (canción de Ringo Starr)
«Photograph» es una canción del músico británico Ringo Starr, publicada en su álbum de estudio Ringo en 1973. Coescrita con George Harrison, antiguo compañero de The Beatles, y publicada como primer sencillo del álbum, la canción obtuvo un notable éxito comercial al alcanzar el primer puesto en las listas de sencillos de Australia, Canadá y los Estados Unidos y recibir una certificación como disco de oro por la RIAA al vender más de un millón de copias. Junto a su éxito comercial, «Photograph» obtuvo también buenas reseñas de la prensa musical, con Stephen Thomas Erlewine de Allmusic considerándola «entre las mejores canciones post-Beatles de cualquiera de los Fab Four».
La letra es una reflexión sobre un amor perdido, con lo que una fotografía es el único recuerdo del pasado compartido entre los protagonistas. Starr y Harrison comenzaron a escribir la canción en Francia en 1971, durante un periodo en el que el primero centró su carrera en el ámbito cinematográfico. «Photograph» fue grabada por primera vez a finales de 1971 junto a «Down and Out», utilizada como cara B, durante las sesiones del disco de Harrison Living in the Material World. Sin embargo, la versión finalmente publicada fue regrabada en Los Ángeles con Richard Perry como productor e incorporó elementos del «muro de sonido» de Phil Spector, con la presencia de varias pistas de batería y guitarra acústica, así como una orquesta y un coro. Además de Starr y Harrison, la grabación contó con artistas invitados como Nicky Hopkins, Bobby Keys y Jack Nitzsche. Starr grabó un videoclip como promoción del sencillo, rodado en su hogar de Tittenhurst Park.
«Photograph» ha aparecido en los álbumes recopilatorios Blast from Your Past (1975) y Photograph: The Very Best of Ringo (2007), así como en varios discos en directo junto a su  All-Starr Band. En noviembre de 2002, un año después de la muerte de Harrison, Starr cantó «Photograph» en el Concert for George, una actuación destacada como un punto álgido emocional del evento. Desde su publicación original, la canción ha sido versionada por artistas como Engelbert Humperdinck, Camper Van Beethoven, Cilla Black y Adam Sandler.

## Composición
Ringo Starr y George Harrison comenzaron a escribir «Photograph» en un yate en el sur de Francia en mayo de 1971. Starr había alquilado el yate, SS Marala, durante el Festival de Cine de Cannes, después de acudir a la boda de Mick Jagger en Saint-Tropez. Poco después, recibió la visita de Harrison, quien acudió con Pattie Boyd para asistir al Gran Premio de Mónaco. Este periodo coincidió con el mayor éxito de Starr como artista en solitario tras el lanzamiento del sencillo «It Don't Come Easy», producido por Harrison, aunque el músico decidió centrarse en su carrera como actor, que comenzó con el largometraje Blindman.
Otra invitada en el Marala fue Cilla Black, cantante y amiga de The Beatles desde la década de 1960, quien recordó a Starr y Harrison tocando «Photograph» durante una noche juntos, con «todo el mundo a bordo» dando ideas para la letra. Al igual que con los dos anteriores sencillos de Starr, «It Don't Come Easy» y «Back Off Boogaloo», Harrison ayudó a escribir la melodía, aunque «Photograph» marcó la primera vez en la que fue acreditado como coescritor con Starr. En su autobiografía Step Inside Love, Black dijo tener la esperanza de que pudiese grabar la canción para publicar un sencillo en 1971, tras lo cual Starr le dijo: «No, es demasiado buena para ti. Lo voy a hacer yo».
La letra de «Photograph» se centra en un amor perdido, del que una fotografía es el único recuerdo del pasado compartido entre los protagonistas. La fotografía le recuerda la felicidad que compartieron juntos, al mismo tiempo que se da cuenta de que «no va a volver nunca más». El autor Ian Inglis comentó que se trata de un tema convencional en las canciones pop, pero identifica un aspecto «inusual» en la «ausencia de cualquier esperanza de que el amor pueda ser reavivado». Starr también expresa resignación sobre lo que le depara el futuro en los versos: «Now you're expecting me to live without you / But that's not something that I'm looking forward to».

## Grabación

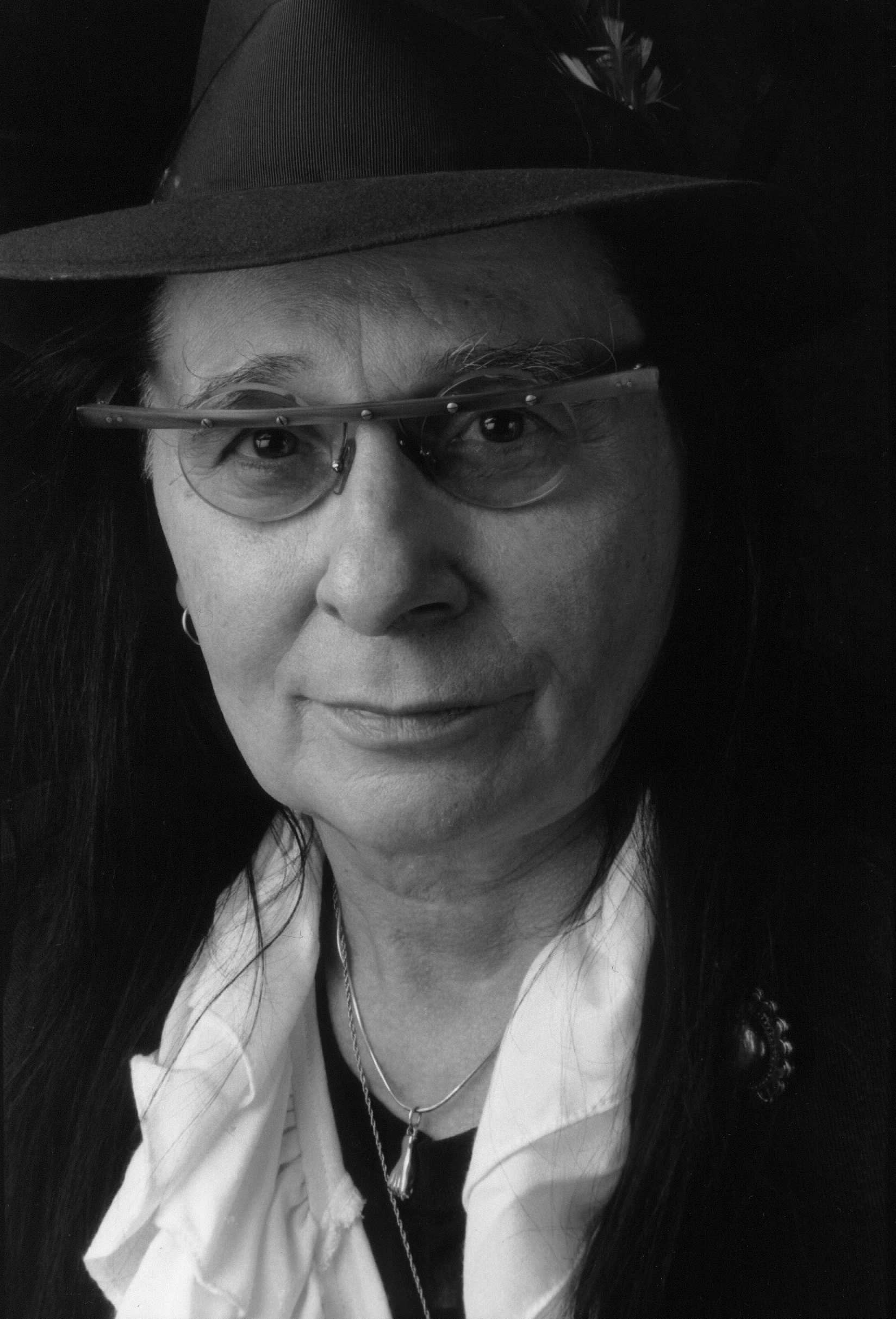
Jack Nitzsche otorgó a la grabación un sonido típico de las exitosas producciones de Phil Spector durante la década de 1960.

Ringo Starr continuó su carrera cinematográfica hasta finales de 1972, al mismo tiempo que participó de forma paralela en proyectos musicales como The Concert for Bangladesh. A finales de año, Starr y Harrison grabaron una primera versión de «Photograph» durante las sesiones del disco de Harrison Living in the Material World. La grabación tuvo lugar en los Apple Studios de Londres y en el estudio personal de Harrison en Friar Park.
Starr regrabó la canción en marzo de 1973 mientras trabajaba en los Sunset Sound Recorders de Los Ángeles en el álbum Ringo, su primer disco de rock en solitario. El propio músico describió Ringo como un «álbum accidental», ya que se produjo a raíz de su asistencia a la gala de los premios Grammy en Nashville, donde The Concert for Bangladesh ganó el Grammy al álbum del año. Deseoso de encontrar otra actividad para justificar su viaje a los Estados Unidos, Starr se mostró dispuesto a grabar con el productor Richard Perry durante la visita.
El ingeniero de sonido de «Photograph» fue Bill Schnee, quien según el autor Simon Leng ayudó a Harrison a «labrar» la producción. Además de Starr y de Harrison, la grabación contó con la participación de Nicky Hopkins (piano), Klaus Voormann (bajo) y Jim Keltner (batería), todos presentes en el álbum Living in the Material World. Junto a ellos, Vini Poncia, nuevo compañero de composición de Starr, y el músico de sesión Jimmy Calvert tocaron la guitarra acústica.
Entre abril y julio de 1973, se realizaron nuevas grabaciones sobre las pistas básicas de Ringo. En «Photograph», la instrumentación adicional incluyó un solo de saxofón tocado por Bobby Keys y una percusión tocada por Lon & Derrek Van Eaton. Harrison también aportó su voz a los coros.
Jack Nitzsche, arreglista de Phil Spector durante gran parte de la década de 1960, proporcionó la orquestación y los arreglos, grabados en los Burbank Studios el 29 de junio. Aparte de la contribución de Nitzsche, la grabación incorporó elementos del muro de sonido de Spector a través del uso de múltiples guitarras rítmicas y baterías y una percusión prominente en la forma de castañuelas. Leng trazó paralelismos entre los arreglos de «Photograph» y la producción que Harrison adoptó para la canción de Ravi Shankar «I Am Missing You» en abril de 1973, que también contó con la colaboración de Starr.

## Publicación
Apple Records publicó «Photograph», con «Down and Out» como cara B, el 24 de septiembre de 1973 en Norteamérica y el 19 de octubre en el Reino Unido. Starr realizó un videoclip promocional de «Photograph» en el que cantaba la canción mientras caminaba por los jardines de Tittenhurst Park, una finca en Berkshire que había comprado recientemente a John Lennon. Para eludir la prohibición de la BBC sobre sincronización de labios, Starr puso su mano sobre su boca durante una parte de la canción, haciendo imposible saber si estaba cantando o simplemente haciendo mímica. La portada incluyó una fotografía realizada por Barry Feinstein que mostraba a Starr asomando la cabeza a través de una gran estrella de papel de plata. La misma imagen, que el autor Bruce Spizer llamó «la estrella de mar Ringo», apareció en las etiquetas del sencillo y en las del álbum Ringo.
El lanzamiento de Ringo tuvo lugar en noviembre de 1973, con «Photograph» incluido como la tercera canción, precedida de otra composición de Harrison, «Sunshine Life for Me (Sail Away Raymond)». Al lado de la letra impresa de «Photograph» en el libreto del álbum se incluyó una litografía de Voormann que representa una foto enmarcada en un estante que muestra a Starr supuestamente abatido. En su vida personal, la publicación de Ringo coincidió con el fin de su matrimonio con Maureen, en parte como resultado de una aventura entre Maureen y Harrison. Aunque la amistad entre los dos antiguos compañeros de The Beatles se recuperó pronto, Starr y Harrison no volvieron a escribir ninguna canción juntos.
El autor Alan Clayson describió «Photograph», dentro del contexto sociopolítico de los Estados Unidos, como un tema popular demandado en las radios «de una nación que aun esperaba el regreso de muchos de sus hijos de la guerra de Vietnam tras el alto al fuego alcanzado en enero». A finales de noviembre, el sencillo alcanzó el primer puesto en la lista Billboard Hot 100, el primer número uno de Starr en los Estados Unidos como artista en solitario, así como el tercero de Harrison como compositor desde la separación de The Beatles.
«Photograph» fue también número uno en Australia y Canadá, mientras que en el Reino Unido llegó al puesto ocho. Según Robert Rodríguez, el sencillo «hizo un buen trabajo preparando la mesa» para Ringo, que también obtuvo un notable éxito comercial. El 28 de diciembre, «Photograph» fue certificado como disco de oro por la Recording Industry Association of America tras superar el millón de copias vendidas.

## Versiones en directo

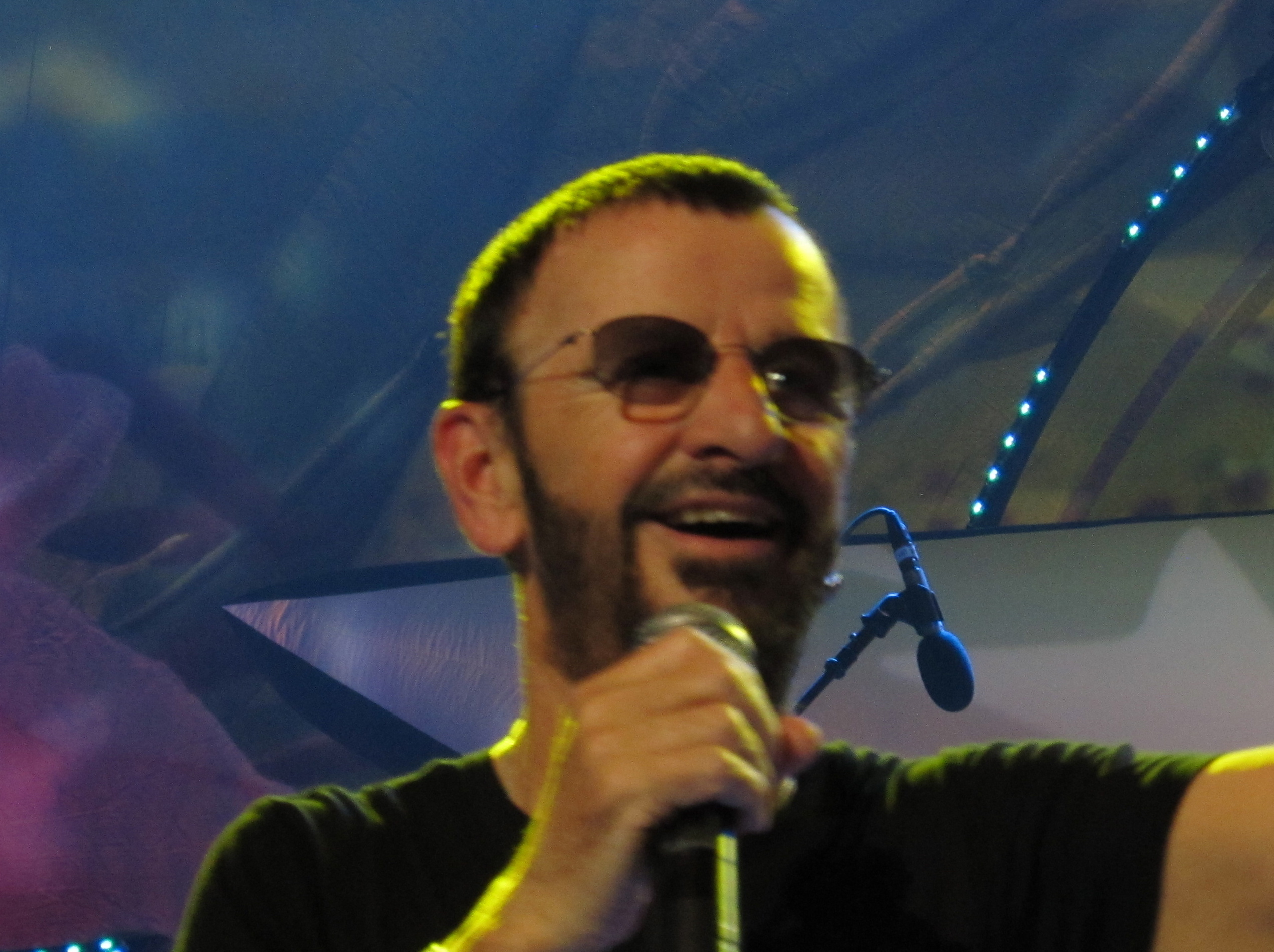
Starr tocando en directo con su All-Starr Band en 2011.

La canción dio título al álbum recopilatorio Photograph: The Very Best of Ringo (2007) y apareció anteriormente en Blast from Your Past (1975), una colección de éxitos que cubría sus años en Apple Records. En 2009, «Photograph» fue incluida en la película de Judd Apatow Funny People y apareció en su correspondiente banda sonora.
Desde que volvió a ofrecer conciertos en julio de 1989, Starr ha interpretado «Photograph» con diferentes encarnaciones de su All-Starr Band. Durante las giras realizadas entre 1989 y 2000, Starr solía cerrar los conciertos con la canción antes de regresar al escenario para un encore. Una versión en directo aparece en el álbum y vídeo Ringo Starr and His All-Starr Band (1990), grabado en el Greek Theatre de Los Ángeles en septiembre de 1989 con la primera formación de la All-Starr Band, que incluyó a Billy Preston, Jim Keltner, Rick Danko, Levon Helm, Dr. John, Joe Walsh, Nils Lofgren y Clarence Clemons.
Starr también incluyó la canción en su participación en los programas VH1 Storytellers en mayo de 1998 y Soundstage en agosto de 2005. Ambos conciertos contaron con el respaldo de The Roundheads, un grupo liderado por Mark Hudson, y fueron publicados en los álbumes en directo VH1 Storytellers (1998) y Ringo Starr: Live at Soundstage (2007) respectivamente. Otras versiones en directo con su All-Starr Band aparecieron en los álbumes  King Biscuit Flower Hour Presents Ringo & His New All-Starr Band (2002), Ringo Starr & His All Starr Band Live 2006 (2008) y Live at the Greek Theatre 2008 (2010).

### Concert for George
El 29 de noviembre de 2002, Ringo Starr interpretó «Photograph» en el Concert for George, organizado en el Royal Albert Hall de Londres en el primer aniversario de la muerte de George Harrison. Según la web del concierto: «Ringo Starr cogió a todos con una lágrima en sus ojos con una interpretación de "Photograph", una composición que escribió con George, que parecía resumir cómo se sentía todo el mundo».
La aparición de Starr en el escenario tuvo lugar cerca del final del concierto, e Inglis escribió que su llegada «tuvo una intensidad adicional por su elección de la canción». Antes de cantar, Starr dijo al público: «Ya sabéis, yo quería a George, George me quería a mí», y mencionó que la canción había tomado un nuevo significado con la muerte de Harrison. La versión, que contó con el respaldo de una banda integrada por Jeff Lynne, Eric Clapton, Dhani Harrison, Billy Preston y Jim Keltner, fue publicada en el álbum Concert for George un año después. En una entrevista realizada en julio de 2003, Starr habló sobre «Never Without You», una canción homenaje a Harrison recientemente publicada, al mismo tiempo que reconoció estar más cerca de Harrison desde la ruptura de la banda.

### Premios Grammy de 2014
Starr también cantó «Photograph» en la 56.ª gala de los Premios Grammy, en la The Beatles fueron premiados con el Grammy a la carrera artística. El evento tuvo lugar en el Staples Center de Los Ángeles el 26 de enero de 2014. La revista Rolling Stone comenzó sobre la participación de Starr: «Con el respaldo de una enorme banda, rebotó alrededor del escenario mientras viejas fotografías en blanco y negro se mostraban en una gran pantalla detrás de él». Las imágenes fueron extraídas de un libro publicado por Starr y también titulado Photograph.

## Personal
- Ringo Starr: voz principal y coros, batería
- George Harrison: guitarra acústica de 12 cuerdas y coros
- Vini Poncia: guitarra acústica y coros
- Nicky Hopkins: piano
- Klaus Voormann: bajo
- Bobby Keys: saxofón tenor
- Jack Nitzsche: arreglo de cuerdas

## Posición en listas
| País           | Lista                                 | Posición |
| -------------- | ------------------------------------- | -------- |
| España         | Los números uno de Los 40 Principales | 1        |
| Alemania       | Media Control Singles Chart           | 5        |
| Australia      | Kent Music Report                     | 1        |
| Bélgica        | Ultratop Singles Chart                | 8        |
| Canadá         | RPM 100 Singles Chart                 | 1        |
| Estados Unidos | Billboard Hot 100                     | 1        |
| Países Bajos   | Dutch Singles Chart                   | 4        |
| Japón          | Oricon Singles Chart                  | 55       |
| Noruega        | VG-lista Singles Chart                | 6        |
| Reino Unido    | UK Singles Chart                      | 8        |
| Suiza          | Swiss Singles Chart                   | 6        |

## Certificaciones
| País           | Organismo certificador | Certificación | Ventas certificadas | Ref.   |
| -------------- | ---------------------- | ------------- | ------------------- | ------ |
| Estados Unidos | RIAA                   | Oro           | 500 000             | [ 36 ] |